# تکیه سرپل
تکیه سرپل مربوط به دوره قاجار است و در شهرستان آشتیان، بخش مرکزی، دهستان گرکان، روستای گرکان واقع شده و این اثر در تاریخ ۲۵ آبان ۱۳۸۷ با شمارهٔ ثبت ۲۳۷۹۷ به‌عنوان یکی از آثار ملی ایران به ثبت رسیده‌است.